# 藤井良清
藤井 良清（ふじい よしきよ、1940年3月27日 - ）は、日本の経営者。日本ハム社長を務めた。香川県出身。

## 経歴
1962年に同志社大学経済学部を卒業し、同年に日本ハムに入社。1988年11月に取締役に就任し、1996年6月に常務を経て、2002年6月に社長に就任。2007年4月に会長に就任。
2019年春に旭日重光章を受章。